# 松が谷 (台東区)
松が谷（まつがや）は、東京都台東区の地名。現行行政地名は松が谷一丁目から松が谷四丁目。住居表示実施済区域。

## 概要
町内は主に商店とオフィスビルと寺院と住居が混在した地域となっている。東端のかっぱ橋道具街通り沿いは、食器店や業務用の調理道具などを扱う店が軒を連ね、東隣の西浅草の同通り沿いを含めて、かっぱ橋道具街として知られ多くの人が訪れる。南東端の菊屋橋交差点にある食器店の大型のコックのオブジェはかっぱ橋の入り口のランドマークとして知られる。
松が谷は浅草地域 (旧浅草区)の松が谷1丁目から3丁目南部と下谷地域 (旧下谷区)の松が谷3丁目北部と4丁目で、歴史文化や行政サービスが異なっている。

## 地理
台東区の中央部に位置する。東部はかっぱ橋道具街通りに接し、これを境に西浅草に接する。南部は浅草通りに接し、これを境に元浅草に接する。西部は左衛門橋通りに接しこれを境に東上野に接する。北部は、言問通りに接しこれを境に入谷に接する（地名はいずれも台東区）。

## 歴史
寛永年間に弓作り名人の備後という弓師が天海と知り合い、弓道の向上という名目で、家光から敷地を拝領の上、大名の寄進を得て、寛永19年に新堀川（かっぱ橋道具街の真ん中を流れていた川）のほとりに、京都の三十三間堂を真似て、三十三間堂と弓の練習場を造った。次第にその門前に人家が建ち並び、それが松葉町の発祥となった。1698年の大火事で三十三間堂が焼失、その跡地に吉原火事で焼け出された遊廓の遊女たちが仮店舗を開いた。吉原再建で遊女たちが戻ったあとも、私娼の町として賑わった。また乞胸（大道芸人）の集まる町でもあった。明治2年6月に、浅草坂本町、浅留町、各門前町が合併して浅草松葉町となった。その後も浅草六区の芸人たちが多く住んだ。

### 旧下谷区と旧浅草区の名残り
「松が谷」の地名の由来は、浅草北松山町および浅草松葉町の「松」、下谷入谷町の「谷」による合成地名である。
松が谷1丁目から3丁目南部は浅草区の北松山町および松葉町、松が谷3丁目北部と4丁目は下谷区の入谷町の一部で構成されており、台東区成立以前は全く別々の文化を持った街だった。
現在でも行政や学区、神社氏子区域で旧区の名残を色濃く残す街である。
小学校および行政の区分けは旧浅草区の松葉小学校と浅草消防署、浅草税務署。旧下谷区の大正小学校と上野消防署、東京上野税務署で分かれている。
神社の各氏子区域は、旧浅草区の北松山町は鳥越神社の氏子、松葉町は矢先稲荷神社の氏子、旧下谷区の小野照崎神社の氏子に属しているがそれぞれの神社の氏子町会は重複しない。

## 世帯数と人口
2025年（令和7年）3月1日現在（台東区発表）の世帯数と人口は以下の通りである。
| 丁目         | 世帯数    | 人口    |
| ------------ | --------- | ------- |
| 松が谷一丁目 | 792世帯   | 1,278人 |
| 松が谷二丁目 | 1,547世帯 | 2,527人 |
| 松が谷三丁目 | 1,487世帯 | 2,556人 |
| 松が谷四丁目 | 1,747世帯 | 2,691人 |
| 計           | 5,573世帯 | 9,052人 |

### 人口の変遷
国勢調査による人口の推移。
| 年                 | 人口  |
| ------------------ | ----- |
| 1995年（平成7年）  | 6,446 |
| 2000年（平成12年） | 6,781 |
| 2005年（平成17年） | 7,137 |
| 2010年（平成22年） | 7,287 |
| 2015年（平成27年） | 8,029 |
| 2020年（令和2年）  | 8,867 |

### 世帯数の変遷
国勢調査による世帯数の推移。
| 年                 | 世帯数 |
| ------------------ | ------ |
| 1995年（平成7年）  | 2,842  |
| 2000年（平成12年） | 3,070  |
| 2005年（平成17年） | 3,434  |
| 2010年（平成22年） | 3,858  |
| 2015年（平成27年） | 4,411  |
| 2020年（令和2年）  | 5,098  |

## 学区
区立小・中学校に通う場合、学区は以下の通りとなる（2023年9月現在）。
| 丁目         | 番地                          | 小学校             | 中学校             |
| ------------ | ----------------------------- | ------------------ | ------------------ |
| 松が谷一丁目 | 全域                          | 台東区立松葉小学校 | 台東区立駒形中学校 |
| 松が谷二丁目 | 全域                          | 台東区立松葉小学校 | 台東区立駒形中学校 |
| 松が谷三丁目 | 1〜9番 17番1〜15号 17番13号   | 台東区立松葉小学校 | 台東区立駒形中学校 |
| 松が谷三丁目 | 10〜16番 17番6〜12号 18〜23番 | 台東区立大正小学校 | 台東区立駒形中学校 |
| 松が谷四丁目 | 全域                          | 台東区立大正小学校 | 台東区立駒形中学校 |

## 交通
- 東京都交通局バス
- 台東区循環バス「めぐりん」

## 事業所
2021年（令和3年）現在の経済センサス調査による事業所数と従業員数は以下の通りである。
| 丁目         | 事業所数  | 従業員数 |
| ------------ | --------- | -------- |
| 松が谷一丁目 | 143事業所 | 2,175人  |
| 松が谷二丁目 | 173事業所 | 836人    |
| 松が谷三丁目 | 159事業所 | 735人    |
| 松が谷四丁目 | 139事業所 | 735人    |
| 計           | 614事業所 | 4,481人  |

### 事業者数の変遷
経済センサスによる事業所数の推移。
| 年                 | 事業者数 |
| ------------------ | -------- |
| 2016年（平成28年） | 624      |
| 2021年（令和3年）  | 614      |

### 従業員数の変遷
経済センサスによる従業員数の推移。
| 年                 | 従業員数 |
| ------------------ | -------- |
| 2016年（平成28年） | 4,169    |
| 2021年（令和3年）  | 4,481    |

### 主な企業
- 梶原工業
- 有限会社ニイミ洋食器店
- コージー本舗

## 施設
- 曹源寺 - 「かっぱ寺」として知られる。
- 本覚寺
- 池の妙音寺
- 海禅寺
- 浅草 江北山清水寺
- 矢先稲荷神社
- 台東区立松葉小学校
- 台東区立入谷南公園
- 台東区立松葉公園
- 合羽橋
- 松が谷児童館